# قانون اللوائح الفيدرالية
قانون اللوائح الفيدرالية هي القواعد واللوائح العامة والدائمة (تسمى أحيانًا القانون الإداري) المنشورة في السجل الفيدرالي من قبل الإدارات والوكالات التنفيذية للحكومة الفيدرالية للولايات المتحدة. يتم تقسيم قانون اللوائح الفيدرالية إلى 50 مادة تمثل مناطق واسعة خاضعة للتنظيم الفيدرالي.

## الخلفية
بموجب عقيدة عدم التفويض، يتم اعتماد الوكالات الفيدرالية من خلال «تمكين التشريعات» لإصدار اللوائح (وضع القواعد و الأنظمة).
تخضع عملية وضع القواعد لقانون الإجراءات الإدارية، يتطلب قانون الإجراءات الإدارية نشر القواعد المقترحة في إشعار بوضع القواعد المقترحة، وفترة للتعليق والمشاركة في صنع القرار، و اعتماد ونشر القاعدة النهائية، عبر السجل الفيدرالي.